# Georg August Hermann Knoch
Georg August Hermann Knoch (Schleiz, 27 januari 1812 – 18 september 1885) was een officier en politicus in Suriname.
Hij werd geboren in een stad in de huidige Duitse deelstaat Thüringen. Hij was in Suriname adjudant en werd in 1848, 'onder de nadere goedkeuring des konings', door de Surinaamse gouverneur benoemd tot tweede luitenant bij het Bataljon Jagers no. 27. Rond 1859 promoveerde hij bij de landmacht in West-Indië, waar dat bataljon toe behoorde, tot eerste luitenant. Knoch verkreeg in 1866 de rang van kapitein en werd kort daarop voor een jaar benoemd tot lid van het Militair Gerechtshof van de Nederlands West-Indische Bezittingen. Later was hij daar nog enkele keren (plaatsvervangend) lid. Het Surinaamse deel van dat 27e bataljon ging in 1868 verder als de Troepenmacht in Suriname. In 1874 ging hij als kapitein van de infanterie met pensioen. Later dat jaar werd hij plaatsvervangend lid bij het Hof van Justitie. 
Knoch werd in 1882 door de gouverneur benoemd tot lid van de Koloniale Staten. Kort na zijn herbenoeming in 1884 stapte hij op als Statenlid en ruim een jaar later overleed op 73-jarige leeftijd.
Ondanks zijn drie voornamen werd hij vaak aangeduid als 'H. Knoch'.